# Fougère

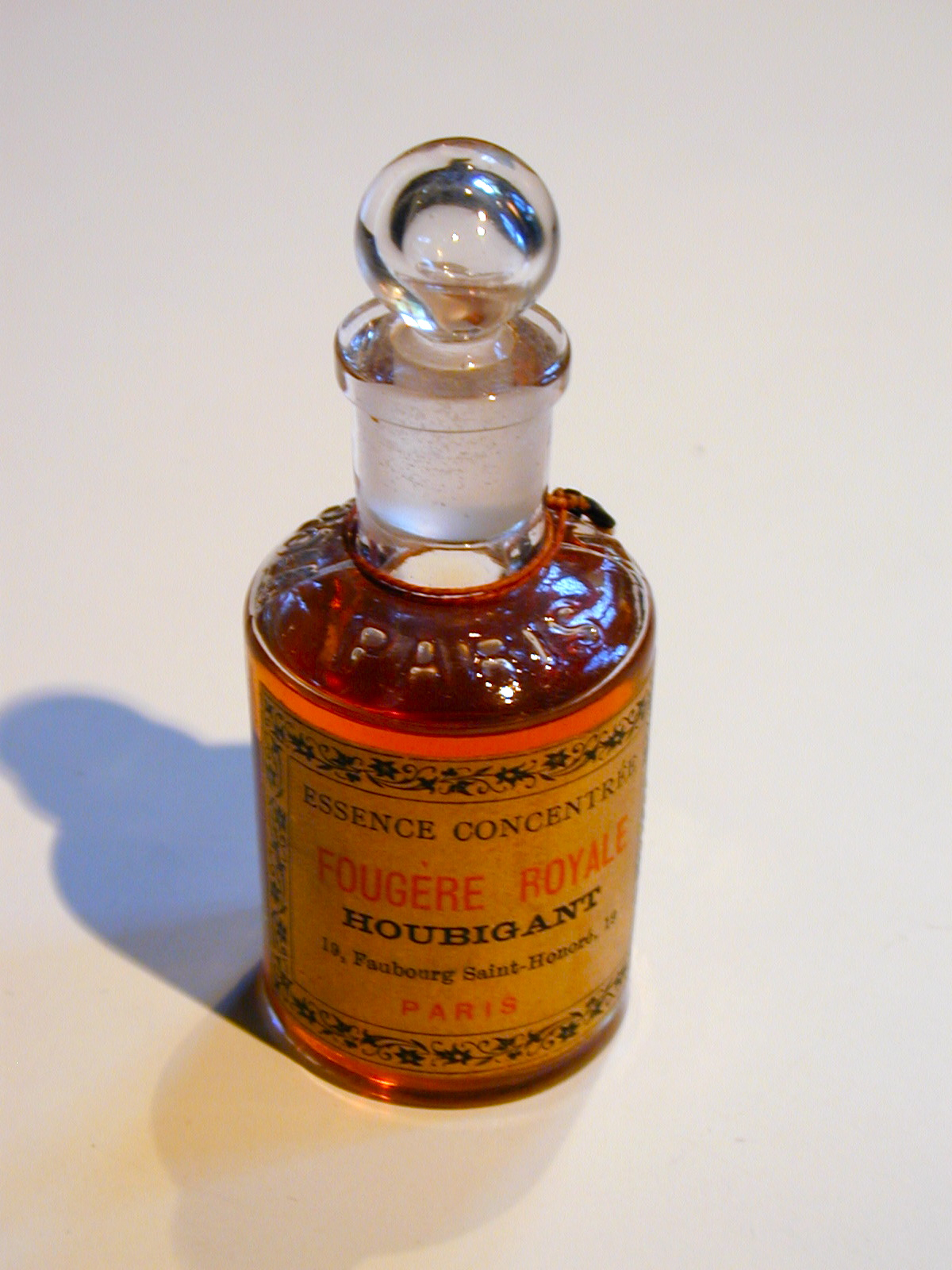
Una bottiglia originale di Fougère Royale di Houbigant, creata dal profumiere Paul Parquet nel 1882

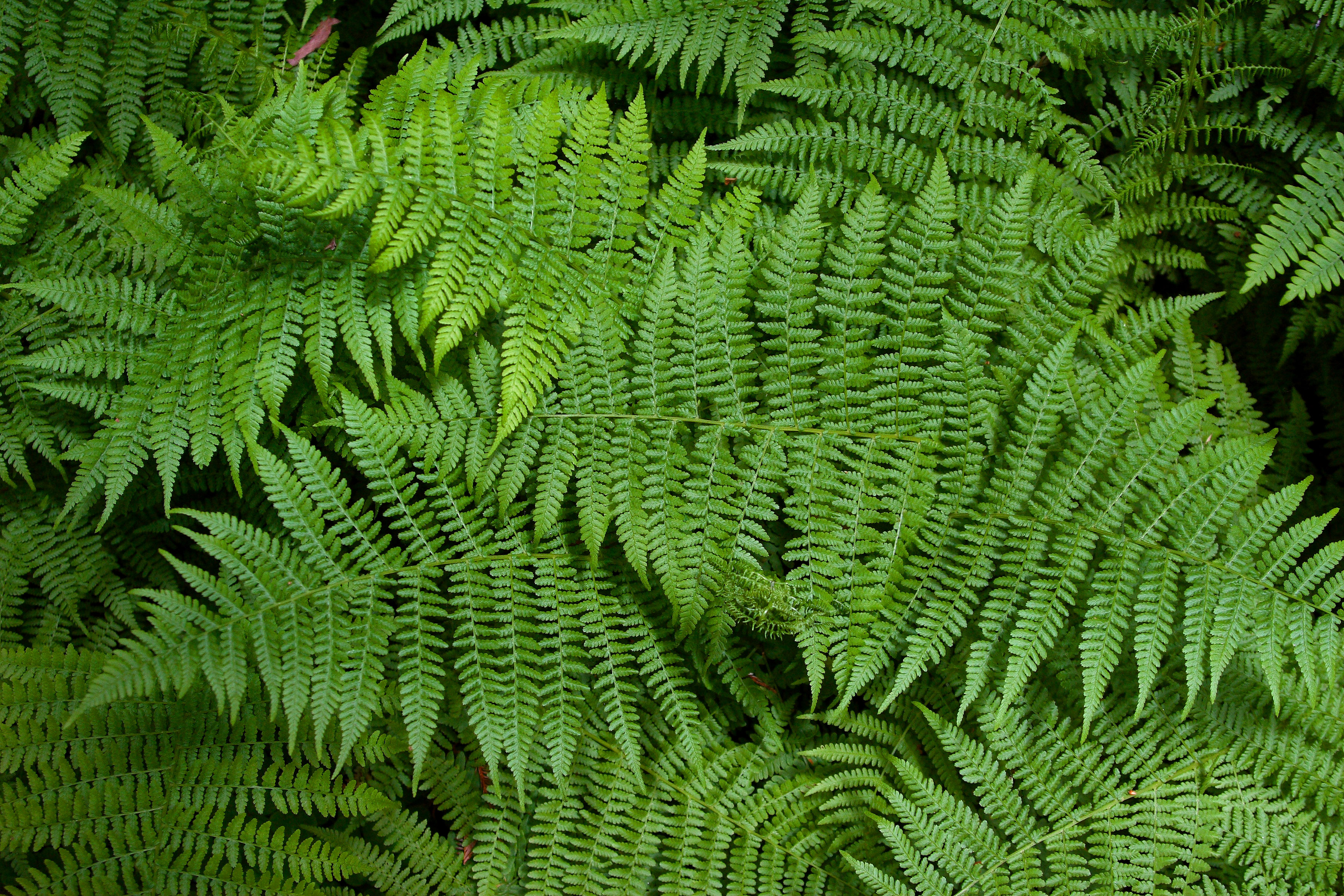
Fougère significa "felce" in francese.

La famiglia Fougère è una delle principali famiglie olfattive di profumi. Il nome deriva dalla parola francese "felce" ma si riferisce al nome del primo profumo della famiglia. 
Il nome ha infatti origine da Fougère Royale di Houbigant Parfum. Questo profumo, creato dal proprietario di Houbigant Paul Parquet nel 1882, fu successivamente aggiunto agli archivi dei profumi conosciuti di Osmothèque, a Versailles. Houbigant ha reintrodotto questa fragranza nel 2010.
I profumi Fougère sono realizzati con una miscela di fragranze: le note di testa sono dolci, con il profumo dei fiori di lavanda; man mano che le componenti più volatili evaporano, si avvertono i sentori del muschio di quercia, derivato da un particolare tipo di lichene e descritto come legnoso, aspro e leggermente dolce, e della cumarina, simile al profumo del fieno appena falciato. I Fougère aromatici sono dei derivati di questa classe e contengono note aggiuntive di erbe, spezie e/o legno.
I profumi di questo tipo sono particolarmente apprezzati come fragranze da uomo. Molti profumi Fougère moderni includono note agrumate, erbacee, verdi, floreali e animaliche. Le aggiunte più comuni alla miscela profumata di base includono vetiver e geranio. Il bergamotto è spesso presente per aggiungere carattere alla nota di testa della lavanda.
Esempi di fragranze maschili che rientrano nella classe Fougère includono:
- Sartorial di Penhaligon's
- Brut di Fabergé
- Paco Rabanne Pour Homme
- Azzaro Pour Homme
- Boss di Hugo Boss
- Eternity for Men di Calvin Klein
- Canoe for Men di Dana
- Dolce & Gabbana Pour Homme
- Drakkar Noir di Guy Laroche
- Michael for Men di Michael Kors
- Clubman Pinaud Clubman
- Polo Blue e Chaps 2007 di Ralph Lauren
- Kouros di Yves Saint Laurent
- Bracken Man di Amouage
- English Blazer di Yardley London
- Fahrenheit di Dior

Alcune aziende producono fragranze fougère unisex e femminili, come ad esempio Libre di Yves Saint Laurent e Coffee Break di Maison Margiela.